# Magda Catone
Magdalena-Marta Catone, cunoscută sub numele de Magda Catone, (n. 24 octombrie 1958, București) este o cunoscută actriță din România. A absolvit Academia de Artă Teatrală și Cinematografică din București în anul 1982, la clasa profesorilor Amza Pellea și Ion Cojar. Despre Amza Pellea întotdeauna păstrează cuvinte de laudă pentru că i-a fost un mentor și l-a iubit, respectat și admirat enorm. După terminarea facultății a fost repartizată la Petroșani, la Teatrul de Stat, acolo unde îl cunoaște pe soțul său de mai târziu, Șerban Ionescu, actor de teatru și film, la rândul lui. Au împreună un băiat, Carol.
Și-a făcut debutul în filmul „De ce trag clopotele, Mitică?” (1981), regizat de Lucian Pintilie. Filmul este o adaptare liberă după piesele lui Ion Luca Caragiale. În acest film, interpretează rolul Didinei, unul dintre personajele centrale, care face parte dintr-un triunghi amoros plin de intrigi și umor grotesc. Acesta a fost interzis de regimul comunist și a avut premiera oficială abia în 1990, după Revoluție. Este unul dintre cele mai apreciate filme ale cinematografiei românești, având o distribuție de excepție, incluzând actori precum Victor Rebengiuc, Mariana Mihuț și Gheorghe Dinică. 
Emblematică rămâne opțiunea ei de a deveni imaginea unui detergent, pentru că de foarte mulți ani, actrița interpretează rolul Maria în reclamele pentru acest produs.
Magda Catone a câștigat mai multe premii și distincții de-a lungul carierei sale, recunoscute atât în domeniul teatrului, cât și în cel al filmului. Iată cteva dintre premiile notabile: Premiul de interpretare la Festivalul de teatru de la Brașov din 1983 șiPremiul special al juriului la Festivalul de Teatru de la Costinești din 1984.

## Filmografie

### Filme de cinema
- Arta apararii individuale (1980)
- Sfîrșitul nopții (1983) – Mariana
- Baloane de curcubeu (1983) – Gia
- Prea cald pentru luna mai (1984) – Silvia
- Imposibila iubire (1984) – chelnerița Iulica
- Salutări de la Agigea (1984) – excavatorista
- Niște băieți grozavi (1988) – Mica
- Flăcări pe comori (1988) – Maria Rodean
- De ce are vulpea coadă (1989) – Maricica Voinea
- Un studio în căutarea unei vedete (1989) – „Sfinxul”, secretara regizorului
- Enigmele se explică în zori (1989) - Suzana Mecula
- Întîmplări cu Alexandra (1991) – Rodica Dobrescu
- Rămînerea (1991) – Aurola
- Vînătoarea de lilieci (1991) – Magda
- Casa din vis (1992) – Silica
- Divorț... din dragoste (1992) – Mica Florea
- Telefonul (1992) – Mia
- Atac în bibliotecă (1993) – duduia Margareta
- Dragoste și apă caldă (1993) – Dorina
- E pericoloso sporgersi (1993) – Rexona
- Terminus Paradis (1998) – nașa lui Mitu
- Față în față (1999) – sotia lui Daniel
- Maria (2002) – Tena
- Niki Ardelean, colonel în rezervă (2003) – farmacista
- Milionari de weekend (2004) – tanti Coca
- Păcală se întoarce (2006) – Penelopa
- Și totul era nimic... (2006) – Loredana
- Viața mea sexuală (2010) – vecina
- Casanova, identitate feminină (2009)
- Umilință (2011) – Mama lui Marinică
- Ursul (2011) – Cecilia
- Album de familie (Family Diary) - serial TV 4 ep.x5 min, 1996. Selectat in schimbul International de programe TV Bridges (1997), patronat de ECTC (Centrul European de Televiziune pentru Copii)
- Din dragoste cu cele mai bune intenții (2011) – Lia
- Sinucide-ma (2011)
- Vineri seara (2014) – proprietareasa
- Omul (2014) – vanzatoare
- Scurt circuit (2017) – Mama Melaniei
- Și atunci,ce e libertatea? (2020) – Nana Salmone
- Scara (2021) – Doamna Iordache
- Fabrica de dragoste (2021) – Oana
- Fara prelungiri (2022) – Rodica
- 21 de rubini (2023)
- Visul (2023) – directoarea teatrului

### Telenovele și seriale de televiziune
- La bloc (2005) – Cesonia
- Cuscrele (2005)
- La urgență (2006) - mama lui Cami
- Om sărac, om bogat (2007) - Mioara Maxim
- Fetele marinarului (2008-2009) – Nela Bratosin
- Narcisa sălbatică (2010) – Mioara
- Narcisa: Iubiri nelegiuite  (2011) – Mioara
- Las Fierbinți (2014) – Hindegun
- Mangalița (2019) – Coca
- Las Fierbinți (2022) – Matusa lui Bobita
- Lasă-mă, îmi place! Camera 609 (2023-2024) – Doina Georgescu
- Iubire cu parfum de lavandă (2024) - Floarea

## Dublaj
În Seria Povești cu Mac-Mac (Disney), în rolul celei de-a doua vrăjitoare, din episodul „Prea multă gălăgie pentru Scrooge” (Much Ado About Scrooge), în original vocea aparținându-i actriței Victoria Carroll (1996).